# Bacino carbonifero del Sulcis

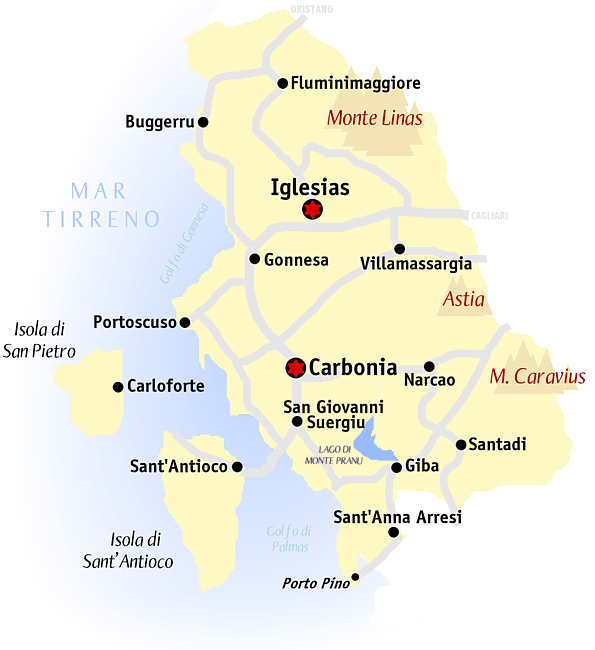
Mappa della ex provincia di Carbonia-Iglesias, nella cui area centrale è situato il bacino

Il bacino carbonifero del Sulcis è una zona mineraria situata nella parte sud-occidentale della Sardegna, precisamente nell'Alto Sulcis, nei territori dei seguenti cinque comuni: Carbonia e Gonnesa per gli impianti estrattivi e produttivi; mentre per le altre strutture connesse alla produzione nei comuni di Portoscuso, di San Giovanni Suergiu e di Sant'Antioco in un'area complessiva di 393,00 km².
Facendo la somma delle produzioni annuali (indicate negli elenchi sottostanti con le diverse e numerose fonti), nelle miniere carbonifere del Sulcis sono stati estratti quasi 30 milioni (29.895.728) di tonnellate di carbone sino al 2015, occupando fino a quasi 20.000 minatori. In Italia questo è il principale bacino carbonifero eocenico, che al 2015 ha l'unica miniera di carbone in funzione, la miniera sotterranea di Monte Sinni, gestita dalla Carbosulcis S.p.a. Il bacino carbonifero del Sulcis possiede riserve di carbone sub-bituminoso per 2,5 miliardi di tonnellate (400 km² di superficie sulla terraferma e un'area uguale al di là della costa), delle quali sono state estratte finora appena l'1% di minerale; il giacimento carbonifero ha un'inclinazione di circa 10° in direzione S-SO; la parte settentrionale del bacino viene sfruttata con i metodi minerari tradizionali nella concessione di Monte Sinni; quella meridionale a profondità superiori agli 800 m (con un'area di 450 km²) non si può sfruttare ed è di interesse per scopi CCS-ECBM (Carbon Capture and Storage – Enhanced Coalbed Methane).

## Storia
Edoardo Romeo Conte de Vargas e Barone di Bedemar, Presidente dell'Accademia Italiana delle Scienze, avendo avuto concessioni minerarie trentennali già dall'aprile 1806, sostenne l'esistenza del carbon fossile in alcune miniere della Sardegna. Il generale e scienziato Alberto La Marmora fece la prima segnalazione ufficiale del carbone Sulcis, rinvenendo la sua presenza nel 1834 e nel 1846 in località Cannamenda o Canna'e menda (tra Monte Lisau e "Medau Brau" in zona Terra Segada), attraverso frammenti di carbone fossile, ma senza riuscire a localizzare gli affioramenti. Probabilmente fu Ubaldo Millo il vero scopritore del giacimento carbonifero di Bacu Abis nel 1851; ma nello stesso anno il generale Alberto Lamarmora rivendicava la scoperta del giacimento nel suo libro "Voyage en Sardaigne" parlando per la prima volta di lignite eocenica. Così il 29 maggio 1853 furono affidate le tre concessioni carbonifere di Bacu Abis, di Terras Collu o Terras de Collu e di Funtanamari o Funtana de mari alla Società “Tirsi-Po” di Millo e Montani.

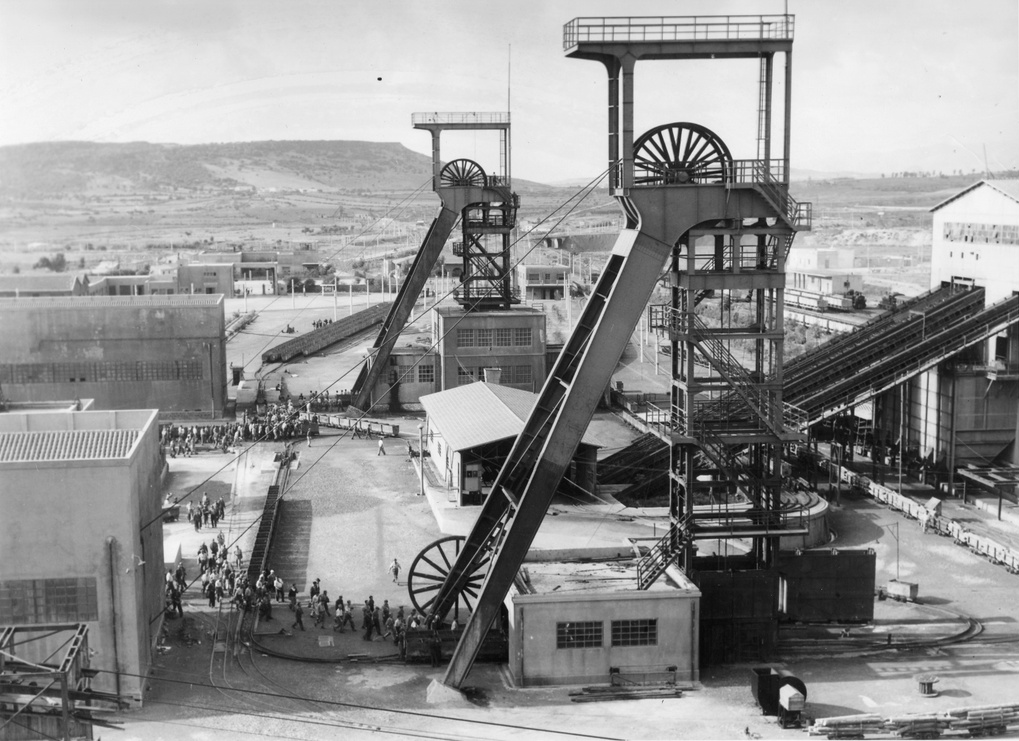
Castelli dei pozzi della Grande miniera di Serbariu (1938).

Successivamente all'ing. Anselmo Roux nel 1871 fu affidata la concessione di carbone, e nel 1873 costituì la Società Anonima Miniera di Bacu Abis, e progettò la linea ferroviaria per il trasporto dei minerali tra Monteponi e Portovesme. Poi Angelo Roth, deputato del Collegio di Alghero, nel 1915 favorì provvedimenti governativi a favore della Società Anonima di Bacu Abis, che gestiva le miniere carbonifere nel Sulcis.
Benito Mussolini fu il fondatore e realizzatore del bacino carbonifero del Sulcis con visita a Bacu Abis (9 giugno 1935) e inauguratore di Carbonia (18 dicembre 1938) e Cortoghiana (15 maggio 1942). Ma il vero artefice e organizzatore del Bacino carbonifero del Sulcis fu un abile capitalista italiano, Guido Segre, ebreo piemontese, che conseguì numerose medaglie al valore e promozioni militari per meriti di guerra, rimasto dopo il congedo a Trieste nel 1918. Guido Segre fu un convinto nazionalista, che si iscrisse già nel 1922 al Partito Fascista ed ebbe un ruolo importante nella vita economica non solo di Trieste ma anche del Regno d'Italia, fino al 1938 quando fu colpito da provvedimenti razziali che lo esonerarono da qualsiasi incarico pubblico ed imprenditoriale, nonostante la stretta amicizia personale che lo legava allo stesso Mussolini.
Mario Carta professore d'ingegneria mineraria che, su incarico della Consulta Regionale, elaborò il secondo piano tecnico (1949) di utilizzazione chimica ed elettrica del carbone Sulcis. Dopo di lui, Mario Giacomo Levi, Ingegnere, già Presidente dell'A.Ca.I. e Direttore dell'Istituto Politecnico di Milano, elaborò il primo piano tecnico (1948) di sfruttamento e utilizzazione del carbone Sulcis. In seguito l'ing. Giorgio Carta (fratello di Mario Carta) fu il Direttore della Carbosarda o S.M.C.S. (Società Mineraria Carbonifera Sarda).

## Permessi di ricerca - concessioni minerarie - miniere
Gli impianti minerari del bacino carbonifero del Sulcis, dei quali la quasi totalità sono dismessi, si trovano (ad eccezione della vecchia Miniera di Terras Collu, di quella della Miniera di Is Terrazzus, di quelle attive di Nuraxi Figus o di Miniera di Monte Sinni e di Seruci nel comune di Gonnesa) per la maggior parte nel territorio di Carbonia con tutti gli impianti dismessi costituiti da sei vecchie miniere e 36 pozzi d'estrazione abbandonati, dei quali alcuni riconvertiti ad uso museale o come memoria collettiva dell'epopea mineraria.
- Località di Terra Segada, Area di scoperta del Primo Giacimento Carbonifero di Cannamenda, vicino al casale di Medau Brau.
- Miniera di Bacu Abis, nell'omonimo giacimento carbonifero, questa miniera, come concessione mineraria nel maggio 1853, fu affidata alla Società "Tirsi-Po". Nell'anno 1854 vengono estratte le prime 150 tonnellate di carbone; la miniera ebbe una produzione discontinua fino al 1871, anno in cui la concessione fu affidata all'Ing. Anselmo Roux che nel 1873, costituì la "Società Anonima proprietaria della Miniera di carbone di Bacu Abis in Sardegna". La Miniera di Bacu Abis fu suddivisa in sezioni o cantieri con gli impianti estrattivi di Pozzo Roth, Pozzo Emilio, Pozzo Castoldi, Pozzo Nuovo e Vecchio edificio minerario “Impianto Vagliatura”. Nell'ultimo decennio dell'800 si ebbe un graduale aumento della produzione, con picchi annui di 15.000 tonnellate; la coltivazione avveniva a cielo aperto lungo il contatto tra il lignitifero eocenico ed il basamento paleozoico. Nel 1896, venne costruita una nuova laveria con annessa fabbrica di agglomerati. Nel 1915 la Società mutava il nome in "Società Anonima di Bacu Abis" ampliando l'esercizio e lo sfruttamento delle miniere di Bacu Abis, Cortoghiana, Caput Acquas e dei permessi limitrofi.
- Miniera di Caput Acquas e di Piolanas, situato nell'omonimo giacimento di Caput Acquas (o Piolanas Sud): con gli impianti estrattivi o sezioni carbonifere di Pozzo Caput Acquas, Pozzo Tolmetta, Pozzo Zara, Pozzo Is Piras, Pozzo “D” ed in quello di "Piolanas" (o Piolanas Nord): Pozzo Piolanas.
- Miniera di Cortoghiana, complesso minerario posto nel giacimento carbonifero di Cortoghiana Nuova, diversi edifici ed impianti estrattivi, vicino all'omonima frazione, delle seguenti sezioni carbonifere di Cortoghiana vecchia, Pozzo Est, Cortoghiana nuova - Pozzo 1, Cortoghiana nuova - Pozzo 2, Direzione Mineraria e Cippo commemorativo in pietra, Officine Meccaniche, Magazzini, Centrale Elettrica e Laveria.
- Miniera di Is Terrazzus. Questa miniera aveva le seguenti sezioni carbonifere di Culmine, Fontanamare o Funtanamare, Is Terrazzus e Porto Paglia.
- Miniera di Monte Sinni, già Miniera di Nuraxi Figus (denominata "Littoria I"), si trova alle porte di Nuraxi Figus (frazione di Gonnesa) nel Sulcis-Iglesiente, al 2014 rimane l'unica miniera di carbone ancora attiva in Italia. Il cantiere nei pressi di Nuraxi Figus ebbe gli albori negli anni trenta, e fu denominata "Littoria Prima" o "Littoria I": gestore della miniera era la "Società Mineraria Carbonifera Sarda", meglio nota come Carbosarda. La Carbosulcis, società subentrata alle precedenti gestione della miniera, ha in seguito ribattezzato il cantiere, dandogli il nome di una vicina collina, Monti'e Sinnì (il monte dei segni), per le presenze archeologiche del periodo nuragico.
- Grande Miniera di Serbariu, complesso minerario posto nel Giacimento carbonifero di Serbariu - Nuraxeddu con gli impianti estrattivi di Pozzo 1, Pozzo 2, Pozzo 3, Pozzo 4, Pozzo 5, Pozzo 6, Pozzo 7, Pozzo Nuraxeddu Vecchio, Pozzo del Fico. È stata la principale miniera del bacino carbonifero del Sulcis (le cui due torri costituiscono di fatto uno dei nuovi simboli della città), chiusa negli anni sessanta, ospita oggi il Centro Italiano della Cultura del Carbone, con il Museo del Carbone che illustra la storia del carbone, delle miniere e dei minatori. È possibile inoltre visitare la galleria sotterranea.
- Miniera di Seruci (denominata "Littoria II"). Questa miniera è ormai dismessa, ma per tanti anni da questa miniera furono estratti milioni di tonnellate di carbone. Esisteva una teleferica che portava il carbone direttamente a Portovesme. Recentemente la Regione Autonoma Sardegna ha tentato di vendere la miniera tramite una gara internazionale, ma non vi sono state società acquirenti interessate.
- Miniera di Sirai, nel Giacimento carbonifero di Sirai - Schisorgiu con gli impianti estrattivi di Pozzo 8, Pozzo 9, Pozzo 10, Pozzo 11, Pozzo 12, Pozzo Sirai, Pozzo Pozzo Tanas 1, Pozzo Tanas 2, Complesso Pozzo Schisorgiu, Pozzo Vigna, Pozzo Barbusi, Pozzo Nuraxeddu nuovo.
- Miniera di Terra Niedda (denominata "Littoria V"). Questa miniera fu già conosciuta alla fine degli anni '30 del XX secolo come Littòria Quinta, si suddivide nelle sezioni o cantieri: Pozzo 1, Pozzo 2. La zona è tuttora segnalata con questo nome da un vecchio cartello stradale.
- Miniera di Terras Collu. Questa miniera si trova a sud-ovest del paese di Gonnesa e si estende per 519 ettari sul terreno eocenico che contiene gli strati di carbone denominato Carbone Sulcis coltivati nelle miniere del territorio. Questa miniera fu accordata in concessione alla Compagnia Timon-Varsi nel 1853 per una estensione totale di 400 ettari, poi acquistata dalla società Monteponi nel 1895, con quella di Culmine, già concessa alla stessa Monteponi nel 1889.
- Concessione mineraria "Monte Sinni":
- Permesso di Ricerca "Santa Barbara"[6] (denominata "Littoria III"), per la preparazione della Miniera carbonifera in progetto nella zona di Portoscuso e di Portovesme.
- Permesso di Ricerca "Flumentepido"[6] (denominata "Littoria IV"), per la preparazione della Miniera carbonifera in progetto nella zona di Paringianu.
- Permesso di Ricerca "Is Urigus". Attività di ricerca mineraria nella zona di Matzaccara.

## Produzioni carbonifere e manodopera prima della gestione A.Ca.I. (1854-1935)
La seguente tabella delle produzioni carbonifere (1854-1933) riguarda il periodo antecedente alla costituzione dell'Azienda monopolistica statale A.Ca.I., (Azienda Carboni Italiani), avvenuto nel mese di luglio del 1935.

### Produzioni carbonifere e manodopera con le gestioni delle Società "Timon Varsi" e "Tirsi-Po" (1854-1873)
In seguito al permesso dell'Ufficio dell'Intendenza di Iglesias del 30 maggio 1851, Pietro Millo, padre di Ubaldo, effettuò scavi (in un'area di 160 km²) nel giacimento di carbon fossile di Bacu Abis, avente affioramenti di combustibile mai scavati in precedenza. Nel primo pozzo carbonifero, denominato appunto "Millo" (ubicato nell'attuale Viale della Libertà a Bacu Abis), vi fu un sopralluogo condotto, il 18 luglio 1851, dall'ingegnere del Corpo Reale delle Miniere, Geronimo Poletti, per verificare la dichiarazione della scoperta. La Compagnia Timon Varsi fu costituita nel settembre 1851 per lo sfruttamento della lignite della miniera di Terras de Collu (un'area di 373 ettari); questa società a causa dei lavori saltuari fu ceduta alla Società Monteponi nel 1887 con decreto ministeriale. Gli imprenditori genovesi Ubaldo Millo e Vincenzo Montani costituirono con altri soci la Società Tirsi-Po il 6 ottobre 1851 (registrata il 29 maggio 1853), che ottenne le concessioni minerarie per lo sfruttamento delle lignite di Fontanamare o Funtanamare, Terras Collu o Terras de Collu e Bacu Abis (quest'ultima concessione di 400 ettari fu affidata il 19 maggio 1853). Dal 1854 fino al 1873 le produzioni carbonifere furono le seguenti:
| Anno | Produzione in tonnellate | manodopera |
| ---- | ------------------------ | ---------- |
| 1854 | 150 - 175 - 2.950        |            |
| 1855 | inattiva                 |            |
| 1856 | inattiva                 |            |
| 1857 | inattiva                 |            |
| 1858 | inattiva                 |            |
| 1859 | inattiva                 |            |
| 1860 | 93 - 4.809               | 15         |
| 1861 | 3.000                    |            |
| 1862 | 20                       | 10         |
| 1863 | 350                      | 115        |
| 1864 | 3.000                    |            |
| 1865 | 900                      | 83         |
| 1866 | 1.730                    | 27         |
| 1867 | 1.460                    | 33         |
| 1868 | 3.000                    |            |
| 1869 | 3.000                    |            |
| 1870 | 2.560                    |            |
| 1871 | 3.000                    |            |
| 1872 | 2.309 - 2.190 o 2.555    | 68         |
| 1873 | 5.763                    | 270        |

### Produzioni carbonifere e manodopera con la gestione della Società anonima miniere di "Bacu Abis" (1874-1934)
La Società anonima miniere di Bacu Abis fu costituita a Torino il 21 aprile 1873 con un accordo tra l'ing. Anselmo Roux e la Compagnia Generale delle Miniere, acquistando la Società "Tirsi-Po" di Millo e Montani. La Bacu Abis, come spesso venne denominata questa Società, fu molto attiva (con le sue concessioni minerarie di Bacu Abis, Caput Acquas o Caput Aquas, Cortoghiana e Terras Collu o Terras de Collu), tra la fine dell'Ottocento e l'inizio del Novecento, e cessò l'attività quando fu dichiarata fallita il 12 aprile 1933 per difficoltà finanziarie. Tutte le concessioni minerarie della "Bacu Abis" furono poi rilevate dalla Società mineraria carbonifera sarda (spesso abbreviato in Carbosarda o nella sigla MCS), che fu un'azienda statale attiva nel settore minerario e metallurgico. La Carbosarda, costituita dal governo nel 1933, rilevò così da imprenditori privati tutte le concessioni minerarie per l'estrazione del carbone in Sardegna. In piena autarchia, grazie ai numerosi e notevoli investimenti finanziari del governo nel settore carbonifero sardo per conseguire l'autosufficienza energetica, la Carbosarda aprì nuove miniere che si aggiungevano a quelle ereditate dalle concessioni private. Dal 1874 fino al 1834 le produzioni carbonifere furono le seguenti:
| Anno | Produzione in tonnellate                                                | manodopera                                                  |
| ---- | ----------------------------------------------------------------------- | ----------------------------------------------------------- |
| 1874 | 10.085 - 10.228                                                         | 312 operai                                                  |
| 1875 | 10.085                                                                  |                                                             |
| 1876 | 6.120,8 - 6.121 - 11.346                                                | 337 operai                                                  |
| 1877 | 11.212 - 11.345 - 11.346                                                | 137 operai - 256 operai                                     |
| 1878 | 3.000                                                                   |                                                             |
| 1879 | 14.878                                                                  | 250 o 270 operai - 245 operai                               |
| 1880 | 4.500 - 15.004 - 16.144                                                 | 250 o 270 operai - 314 operai                               |
| 1881 | 13.004                                                                  | 250 o 270 operai - 337 operai - 377 operai                  |
| 1882 | 10.085                                                                  | 185 operai                                                  |
| 1883 | 11.619                                                                  | 178 operai                                                  |
| 1884 | 13.253                                                                  | 199 operai                                                  |
| 1885 | 9.930                                                                   | 204 operai                                                  |
| 1886 | 10.862 - 10.867                                                         | 203 operai                                                  |
| 1887 | 13.580                                                                  | 15 operai - 247 operai                                      |
| 1888 | 6.205 o 6.570 - 17.146                                                  | 364 operai                                                  |
| 1889 | 19.664                                                                  | 344 operai                                                  |
| 1890 | 10.000 - 12.563 - 15.000 - 15.701                                       | 347 operai                                                  |
| 1891 | 10.300                                                                  |                                                             |
| 1892 | 12.300                                                                  |                                                             |
| 1893 | 13.500                                                                  |                                                             |
| 1894 | 13.700                                                                  |                                                             |
| 1895 | 14.472 15.608                                                           | 227 operai                                                  |
| 1896 | 14.000 - 15.597                                                         | 241 operai                                                  |
| 1897 | 13.000 - 18.229                                                         | 216 operai                                                  |
| 1898 | 16.000 - 23.290                                                         | 232 operai                                                  |
| 1899 | 15.000                                                                  |                                                             |
| 1900 | 9.865 - 15.000 - 30.000 - 33.843                                        | 277 operai                                                  |
| 1901 | 38.000                                                                  | 657 operai                                                  |
| 1902 | 38.027                                                                  | 657 operai                                                  |
| 1903 | 25.000                                                                  |                                                             |
| 1904 | 24.016                                                                  | 307 operai                                                  |
| 1905 | 25.000                                                                  |                                                             |
| 1906 | 15.676                                                                  | 339 operai                                                  |
| 1907 | 25.000                                                                  |                                                             |
| 1908 | 16.412                                                                  | 240 operai                                                  |
| 1909 | 21.179                                                                  | 247 operai                                                  |
| 1910 | 8.954 - 20.033 - 25.000                                                 |                                                             |
| 1911 | 22.701                                                                  |                                                             |
| 1912 | 24.354 - 25.437                                                         | 281 operai                                                  |
| 1913 | 24.859 - 24.895 - 25.285                                                | 328 operai                                                  |
| 1914 | 27.122 (Società mineraria Bacu Abis: 15.682) - 27.941                   | 543 operai                                                  |
| 1915 | 46.610 (Società mineraria Bacu Abis: 31.239) - 54.914                   | 845 operai                                                  |
| 1916 | 68.505 (Società mineraria Bacu Abis: 52.298) - 82.223 - 80.360          | 1.575 operai                                                |
| 1917 | 70.000 - 80.159 (Società mineraria Bacu Abis: 65.147) - 93.306          | 1.100 operai - 1.594 operai                                 |
| 1918 | 82.387 o 82.987 (Società mineraria Bacu Abis: 70.000) - 94.608 - 94.708 | 1.100 operai - 1.905 operai                                 |
| 1919 | 56.720 - 66.913                                                         | 1.519 operai                                                |
| 1920 | 76.302 - 89.625                                                         | 1.567 operai                                                |
| 1921 | 51.797 - 56.754                                                         |                                                             |
| 1922 | 58.809 - 65.988                                                         | 1.025 operai                                                |
| 1923 | 74.273 - 82.223                                                         | 966 operai                                                  |
| 1924 | 39.322 - 49.427                                                         | 668 operai                                                  |
| 1925 | 66.669                                                                  |                                                             |
| 1926 | 40.846 - 56.940                                                         | 599 operai interno + 235 operai esterno = 834 operai totale |
| 1927 | 14.114 - 23.553                                                         | 497 operai interno + 141 operai esterno = 638 operai totale |
| 1928 | 30.567 - 33.583 - 42.110 - 50.000                                       | 450 operai                                                  |
| 1929 | 29.215 - 37.777                                                         | 125 operai interno + 77 operai esterno = 202 operai totale  |
| 1930 | 21.186 - 28.239                                                         |                                                             |
| 1931 | 20.356 - 25.958                                                         | 186 operai interno + 165 operai esterno = 351 operai totale |
| 1932 | 28.460 - 34.311                                                         | 222 operai interno + 230 operai esterno = 452 operai totale |
| 1933 | 35.733 - 48.780 - 49.859                                                | 600 operai + 15 impiegati = 615 dipendenti totale           |
| 1934 | 53.427                                                                  | 400 operai                                                  |

## Produzioni carbonifere e manodopera con la gestione A.Ca.I. (1935-1954)
La seguente tabella delle produzioni carbonifere riguarda il periodo di gestione (1935-1954) dell'Azienda monopolistica statale A.Ca.I., (Azienda Carboni Italiani), iniziato nel mese di luglio del 1935 per concludersi nel 1954, anno in cui l'A.Ca.I. cessò l'attività. La produzione di carbone ebbe un incremento nel dopoguerra, quando il carbone Sulcis diede il suo contributo alla ricostruzione dell'Italia. Già nei primi anni Cinquanta, però, la costituzione della CECA (Comunità Europea Carbone e Acciaio) evidenziò l'antieconomicità del carbone sardo. Così iniziò una lenta ma inarrestabile crisi del settore, che l'intervento dello Stato rese meno drammatica con le sue aziende pubbliche e con risorse finanziarie.
| Anno | Produzione in tonnellate | manodopera                                                               |
| ---- | --- | ------------------------------------------------------------------------ |
| 1935 | 75.000 - 77.550- 77.555 (Terras Collu: 4.600; Bacu Abis: 72.955) - 77.564 - 130.506                                                                             | 1.060 operai                                                             |
| 1936 | 160.972 (Terras Collu: 3.554; Bacu Abis: 157.418) - 183.000 - 210.179                                                                                           | 1.340 operai - 1.433 operai                                              |
| 1937 | 306.736 (Terras Collu: 8.615; Bacu Abis: 254.992; Caput Acquas: 9.324; Sirai: 32.391; Cortoghiana: 1.414) - 307.239 - 307.240 - 341.788 - 370.239 - 388.286     | 4.747 operai - 5.822 operai                                              |
| 1938 | 450.000 (Terras Collu: 15.000; Bacu Abis: 200.000; Caput Acquas: 45.000; Sirai: 160.000; Cortoghiana: 30.000) - 465.172 - 465.770 - 465.772 - 542.691 - 637.375 | 6.614 operai - 7.052 - 9.180 operai                                      |
| 1939 | 855.086 - 911.279 - 1.168.650 | 13.447 operai - 14.965 operai                                            |
| 1940 | 1.226.158 - 1.295.779 - 1.345.920 | 12.320 operai - 12.650 operai - 15.801 operai                            |
| 1941 | 1.164.639 - 1.200.900 - 1.200.920 | 10.140 (10.280) operai - 10.280 operai - 11.330 operai (presenti: 8.000) |
| 1942 | 1.135.762 - 1.153.230 | 8.000 operai - 9.908 operai (9.653 operai)                               |
| 1943 | 297.750 - 317.218 | 2.808 operai - 3.910 (1.408) operai - 4.305 operai                       |
| 1944 | 375.814 - 418.809 | 4.029 (5.864) operai - 4.500 operai - 6.800 operai                       |
| 1945 | 677.995 | 11.000 operai                                                            |
| 1946 | 1.021.271 | 15.500 operai - 15.521 operai                                            |
| 1947 | 1.186.283 - 1.199.283 | 17.200 operai                                                            |
| 1948 | 861.713 - 864.713 | 14.437 - 14.500 operai                                                   |
| 1949 | 625.000 - 1.014.144 - 1.024.000 | 12.000 operai - 12.176 operai                                            |
| 1950 | 950.000 - 950.609 | 10.900 operai                                                            |
| 1951 | 1.071.358 | 10.300 operai                                                            |
| 1952 | 997.000 - 997.001 - 1.048.680 | 9.934 operai                                                             |
| 1953 | 1.057.180 | 8.749 operai - 9.542 operai - 10.383 addetti                             |
| 1954 | 1.010.000 - 1.010.033 | 7.629 operai - 9.810 addetti                                             |

## Produzioni carbonifere e manodopera con la gestione Carbosarda (1954-1962)
La gestione Carbosarda, o MCS, iniziò nel 1954 con la cessione dell'attività dell'A.Ca.I. (Azienda Carboni Italiani) e terminò nel 1962 quando le concessioni minerarie furono cedute all'ente elettrico, Enel.
| Anno | Produzione in tonnellate              | manodopera                                  |
| ---- | ------------------------------------- | ------------------------------------------- |
| 1954 | 1.010.033 - 1.010.033                 | 7.629 operai - 9.810 addetti                |
| 1955 | 1.086.697                             | 6.512 operai - 7.512 addetti                |
| 1956 | 1.022.290 - 1.023.060 - 1.023.090     | 5.622 operai - 5.623 operai - 6.843 addetti |
| 1957 | 966.659 - 966.929 - 966.976 - 967.000 | 5.366 operai - 5.979 addetti                |
| 1958 | 679.722 - 679.753 - 680.000 - 680.193 | 3.801 addetti - 4.289 operai                |
| 1959 | 706.934 - 707.000 - 707.477           | 3.261 operai - 3.689 addetti                |
| 1960 | 717.099 - 717.144                     | 3.151 operai - 3.630 addetti                |
| 1961 | 717.572 - 717.597                     | 2.915 operai                                |
| 1962 | 676.005 - 676.267                     | 2.593 operai                                |

## Produzioni carbonifere e manodopera con la gestione E.N.E.L. (1962-1976)
Il periodo di gestione Enel, che aveva rilevato le concessioni minerarie dalla MCS o Carbosarda nel 1962, era stato caratterizzato dal blocco dell'attività estrattiva, ritenuta anti-economica dall'ente elettrico. Le proteste dei minatori ed il rischio di aggravare la situazione occupazionale del Sulcis scongiurarono la chiusura definitiva delle miniere.
| Anno | Produzione in tonnellate | manodopera   |
| ---- | ------------------------ | ------------ |
| 1962 | 676.005 - 676.267        | 2.593 operai |
| 1963 | 571.425 - 572.040        | 2.066 operai |
| 1964 | 461.985 - 462.162        | 1.658 operai |
| 1965 | 383.444 - 383.870        | 1.071 operai |
| 1966 | 417.802                  | 1.109 operai |
| 1967 | 410.408 - 559.000        | 1.496 operai |
| 1968 | 365.131 - 436.000        | 1.414 operai |
| 1969 | 302.690 - 384.000        | 1.320 operai |
| 1970 | 295.482 - 356.000        | 1.210 operai |
| 1971 | 256.269 - 319.000        | 1.117 operai |
| 1972 | 151.210 - 102.000        | 838 operai   |
| 1973 | 4.827                    | 476 operai   |
| 1974 | 3.681                    | 408 operai   |
| 1975 | 2.055                    | 359 operai   |
| 1976 | 1.340                    | 360 operai   |

## Produzioni carbonifere e manodopera con la gestione Carbosulcis
La società Carbosulcis fu costituita nel 1976 dall'EGAM e dall'Ente Minerario Sardo per rilevare dall'ENEL la proprietà e la gestione delle miniere di carbone tuttora in attività nel Sulcis. Attualmente la produzione carbonifera è organizzata nella Miniera di Monte Sinni, che comprende i vecchi impianti estrattivi di Nuraxi Figus e di Seruci.
| Anno | Produzione in tonnellate | manodopera                                                                                            |
| ---- | ------------------------ | --- |
| 1976 | 1.340                    | |
| 1977 | 285                      | |
| 1978 | inattiva                 | |
| 1979 | inattiva                 | |
| 1980 | inattiva                 | |
| 1981 | inattiva                 | |
| 1982 | inattiva                 | |
| 1983 | 4.458                    | |
| 1984 | 8.112                    | |
| 1985 | 18.773                   | |
| 1986 | 13.708                   | |
| 1987 | 15.386                   | |
| 1988 | 48.408                   | |
| 1989 | 69.420                   | |
| 1990 | 56.300                   | |
| 1991 | inattiva                 | |
| 1992 | inattiva                 | |
| 1993 | inattiva                 | |
| 1994 | 109.000                  | 950 minatori                                                                                          |
| 1995 | inattiva                 | |
| 1996 | 41.000                   | |
| 1997 | in ripresa               | |
| 1998 | in ripresa               | |
| 1999 | in ripresa               | |
| 2000 | in ripresa               | |
| 2001 | in ripresa               | |
| 2002 | in ripresa               | |
| 2003 | 10.000                   | |
| 2004 | 10.000                   | |
| 2005 | in ripresa               | |
| 2006 | 70.000                   | 1.000 dipendenti                                                                                      |
| 2007 | 20.000                   | 600 - 1.000 dipendenti                                                                                |
| 2008 | 120.000                  | 600 - 1.000 dipendenti                                                                                |
| 2009 | 72.000                   | 600 - 1.000 dipendenti                                                                                |
| 2010 | 101.000                  | 600 - 1.000 dipendenti                                                                                |
| 2011 | 92.000                   | 600 - 1.000 dipendenti                                                                                |
| 2012 | 80.000                   | 463 dipendenti - 600 - 1.000 dipendenti                                                               |
| 2013 |                          | 520 dipendenti (circa 150 impiegati in superficie, oltre 370 impiegati in sottosuolo)                 |
| 2014 |                          | 520 dipendenti (circa 150 impiegati in superficie, oltre 370 impiegati in sottosuolo)                 |
| 2015 |                          | 430 dipendenti (minatori, tecnici e impiegati); 100 lavoratori soprattutto ingegneri; 50 dell’indotto |
| 2016 |                          | |
| 2017 |                          | |